# The Radicalz
 (décembre 2009).
Si vous disposez d'ouvrages ou d'articles de référence ou si vous connaissez des sites web de qualité traitant du thème abordé ici, merci de compléter l'article en donnant les références utiles à sa vérifiabilité et en les liant à la section « Notes et références ».
Palmarès
WWF European Championship (3 fois) – Guerrero (2) et Saturn (1)
WWF Hardcore Championship (2 fois) – Saturn 
WWF Intercontinental Championship (3 fois) – Benoit (2) et Guerrero (1)
WWF Light Heavyweight Championship (2 fois) – Malenko
The Radicalz est une ancienne équipe de catcheurs heels à la World Wrestling Federation (WWF). Leurs membres étaient les anciens de la World Championship Wrestling (WCW) Chris Benoit, Eddie Guerrero, Perry Saturn et Dean Malenko. Terri Runnels rejoignait plus tard le clan en tant que petite amie (à l'écran) de Saturn. Benoit, Malenko et Saturn ont tous déjà été dans une équipe semblable de jeunes talents à la WCW, The Revolution, qui était dissoute après leurs départs.

## Histoire
En 1999, quatre catcheurs de classe moyenne au statut d'espoirs à la World Championship Wrestling, n'étaient plus d'accord avec la politique de la WCW qui ne mettait pas assez en avant ses jeunes, et quittaient ainsi immédiatement la fédération début 2000. Chris Benoit, Eddie Guerrero, Perry Saturn, et Dean Malenko s'en allaient à la WWF, dans un mouvement vu par certains comme l'arrêt de mort signé de la WCW, qui cessait d'exister une année plus tard. Les quatre faisaient leur première apparition à RAW, en tant que spectateurs et invités spéciaux de Mick Foley dans les vestiaires. Ils interféraient dans un match et « remportaient » par la suite des contrats avec la WWF. Le clan était connu sous le nom The Radicalz, et atteignaient à moindre mesure le succès. Les quatre lutteurs du clan se séparèrent ensuite pour mener chacun dans leur coin une carrière solo à la WWF. Guerrero était le premier à quitter le clan à la suite d'une blessure au coude qui l'éloignait des rings et du gang mais il revient en mars pour catcher à nouveau avec Benoit pour affronter Jericho et Chyna et à Wrestlemania 2000 bien que Guerrero les accompagnaient dans leurs matchs durant sa blessure. Au milieu d'octobre 2000, les Radicalz se sont reformé en rivalisant avec la DX. Cela mène un match a élimination 4 contre 4 à Survivor Series que les Radicalz gagnent. Cependant en revanche,Gunn battait Guerrero pour remporter son premier titre Intercontinental durant un Smackdown! et Gunn avec Chyna battaient Malenko et Guerrero à Rebeillion. Après cette rivalité, The Radicalz commencé à s'en prendre aux Hardy Boyz en particulier de Lita.

## Formation de l'équipe
C'était à l'origine les catcheurs de la WCW Shane Douglas, Billy Kidman et Konnan qui devaient être les Radicalz et joindre la WWF, mais d'autres facteurs ont empêché ces hommes de s'engager. Douglas a déjà été à la WWF où il a eu des problèmes personnels avec la Kliq et décidait donc de rester à la WCW. Vince McMahon restait en colère contre Konnan sur le fait qu'il ait abandonné la gimmick de Max Moon à la WWF après seulement un jour (ceci coûtait à Vince et la WWF près de 1000 $). Kidman devait faire son arrivée jusqu'à ce que la direction de la WCW revoit à la hausse son contrat qui voyait donc Kidman rester dans la fédération jusqu'à sa disparition en 2001.
Au moment de leur arrivée, Chris Benoit, Dean Malenko, et Perry Saturn étaient membres d'un clan à la WCW appelé The Revolution, dont le meneur était Shane Douglas, ce qui alimentait les rumeurs sur le fait que Shane Douglas voulait lui aussi partir.
Au moment de son départ à la WWF, Chris Benoit était reconnu WCW World Heavyweight Champion, le titre lui était donné par la scripteur Kevin Sullivan comme un moyen de conserver Benoit à la WCW, cependant, Benoit et Sullivan ne se sont jamais regardés, surtout depuis que Benoit s'est marié avec l'ancienne femme de Sullivan, Nancy, Benoit optait donc pour le départ. La direction de la WCW disait à WCW Monday Nitro que le champion à l'époque Sid Vicious avait son pied dans les cordes quand Benoit le faisait abandonner et que par ce fait le changement de titre était invalide.